# Tereswa
Tereswa (ukrainisch und russisch Тересва; deutsch selten Theresiental, slowakisch Teresva, ungarisch Taracköz) ist eine Siedlung städtischen Typs in der westlichen Ukraine (Oblast Transkarpatien, Rajon Tjatschiw) etwa 10 Kilometer östlich der Stadt Tjatschiw.

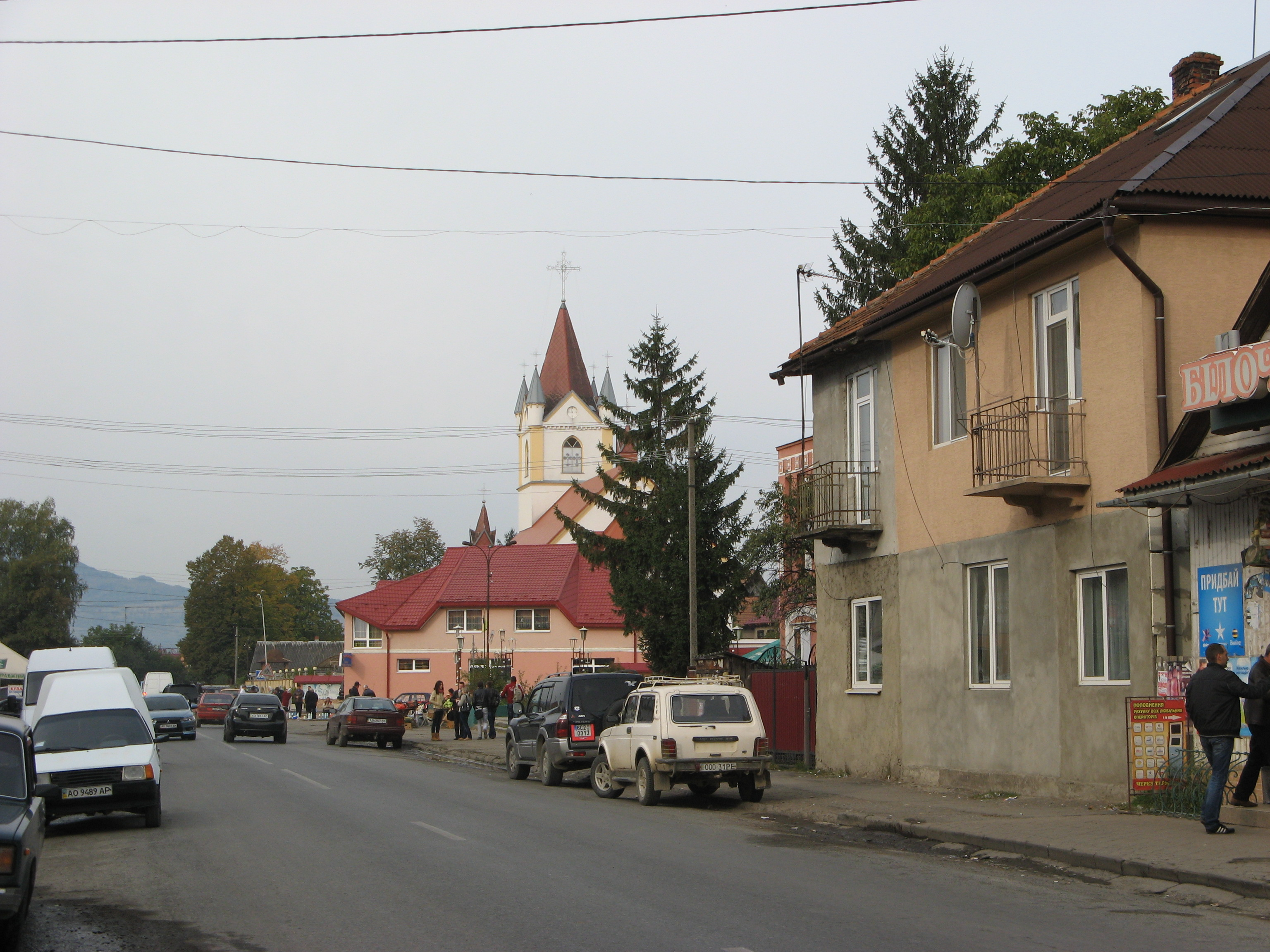
Blick in den Ort

Der etwa 7500 Einwohner zählende Ort liegt im Theißtal am Zusammenfluss des Flusses Tereswa mit der Theiß.

## Verwaltung
Am 12. Juni 2020 wurde die Siedlung städtischen Typs zusammen mit 2 umliegenden Dörfern zum Zentrum der neu gegründeten Siedlungsgemeinde Tereswa (Тересвянська селищна громада/Tereswjanska selyschtschna hromada) im Rajon Tjatschiw. Bis dahin bildete sie die Siedlungratsgemeinde Tereswa (Тересвянська селищна рада/Tereswjanska selyschtschna rada).
Folgende Orte sind neben dem Hauptort Tereswa ein Teil der Gemeinde:
| Name                     | Name       | Name                | Name         | Name                  | Name    |
| ukrainisch transkribiert | ukrainisch | russisch            | slowakisch   | ungarisch             | deutsch |
| ------------------------ | ---------- | ------------------- | ------------ | --------------------- | ------- |
| Hruschowo                | Грушово    | Грушево (Gruschewo) | Hrušovo      | Szentmihálykörtvélyes | -       |
| Krywa                    | Крива      | Кривая (Kriwaja)    | Krivé, Krivá | Nagykirva             | -       |

## Geschichte
Der Ort wurde 1336 zum ersten Mal schriftlich erwähnt.
1910 lag er im Königreich Ungarn im Komitat Máramaros. Nach dem Ende des Ersten Weltkrieges kam er dann zur neu entstandenen Tschechoslowakei (als Teil der Karpatenukraine) und wurde nach dem Ende des Zweiten Weltkrieges an die UdSSR abgetreten. 1957 erhielt der Ort dann den Status einer Siedlung städtischen Typs.
Seit 1872 ist der Ort auch an die Eisenbahn (Bahnstrecke Debrecen–Sighetu Marmației) angeschlossen, 1887 kam noch die Waldbahn Tereswatal hinzu.